# Janův Důl
Pour les articles homonymes, voir Důl.
Janův Důl (en allemand : Johannesthal) est une commune du district et de la région de Liberec, en Tchéquie. Sa population s'élevait à 170 habitants en 2021.

## Géographie
Janův Důl se trouve à 7 km au nord-ouest de Český Dub, à 11 km au sud-ouest de Liberec et à 79 km au nord-est de Prague.
La commune est limitée par Světlá pod Ještědem au nord et à l'est, par Český Dub au sud-est, par Proseč pod Ještědem au sud-est, par Český Dub au sud et par Osečná au sud-ouest et à l'ouest.

## Histoire
La première mention écrite de la localité date de 1569.

## Galerie

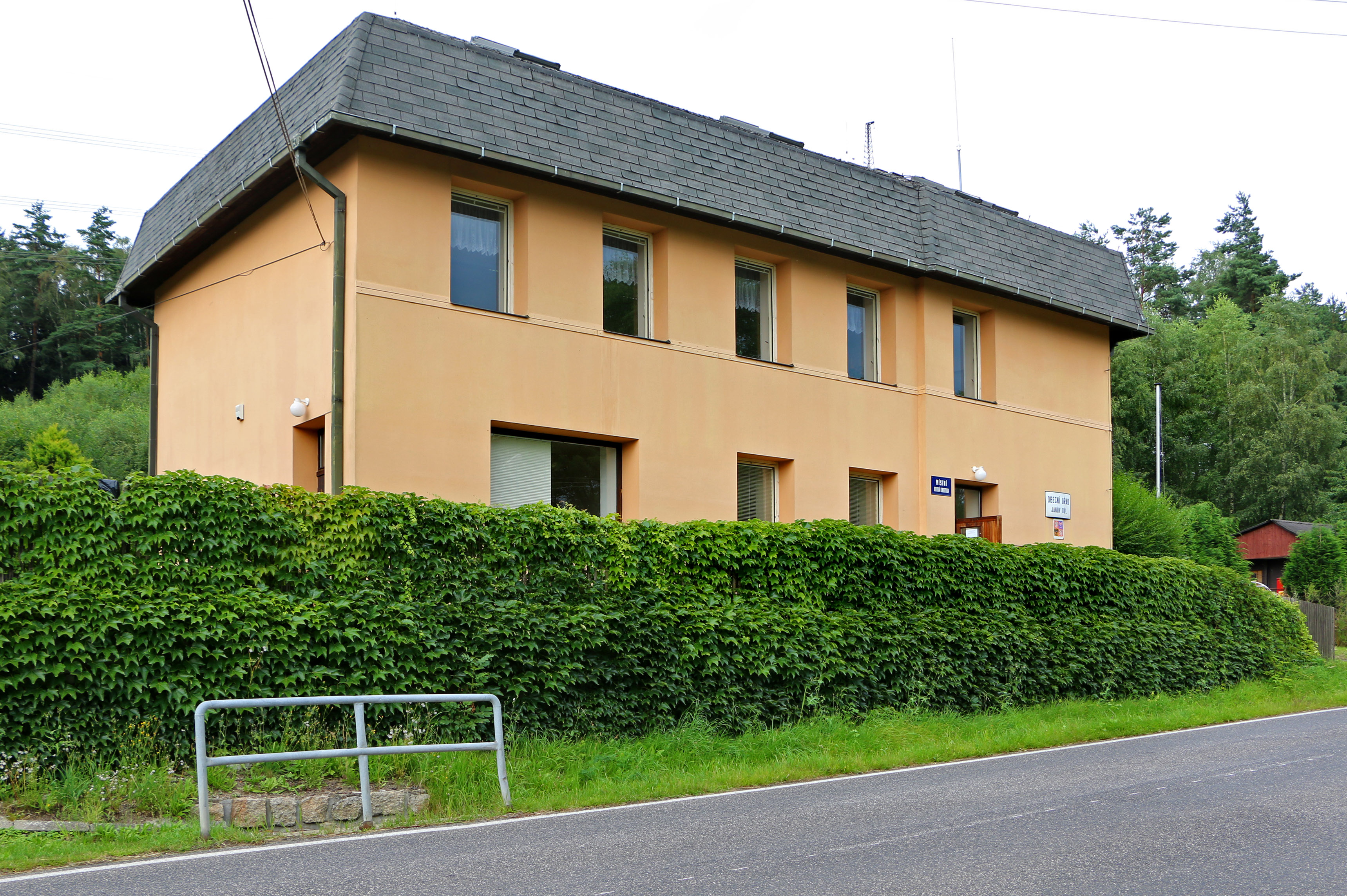
Janův Důl : la mairie.
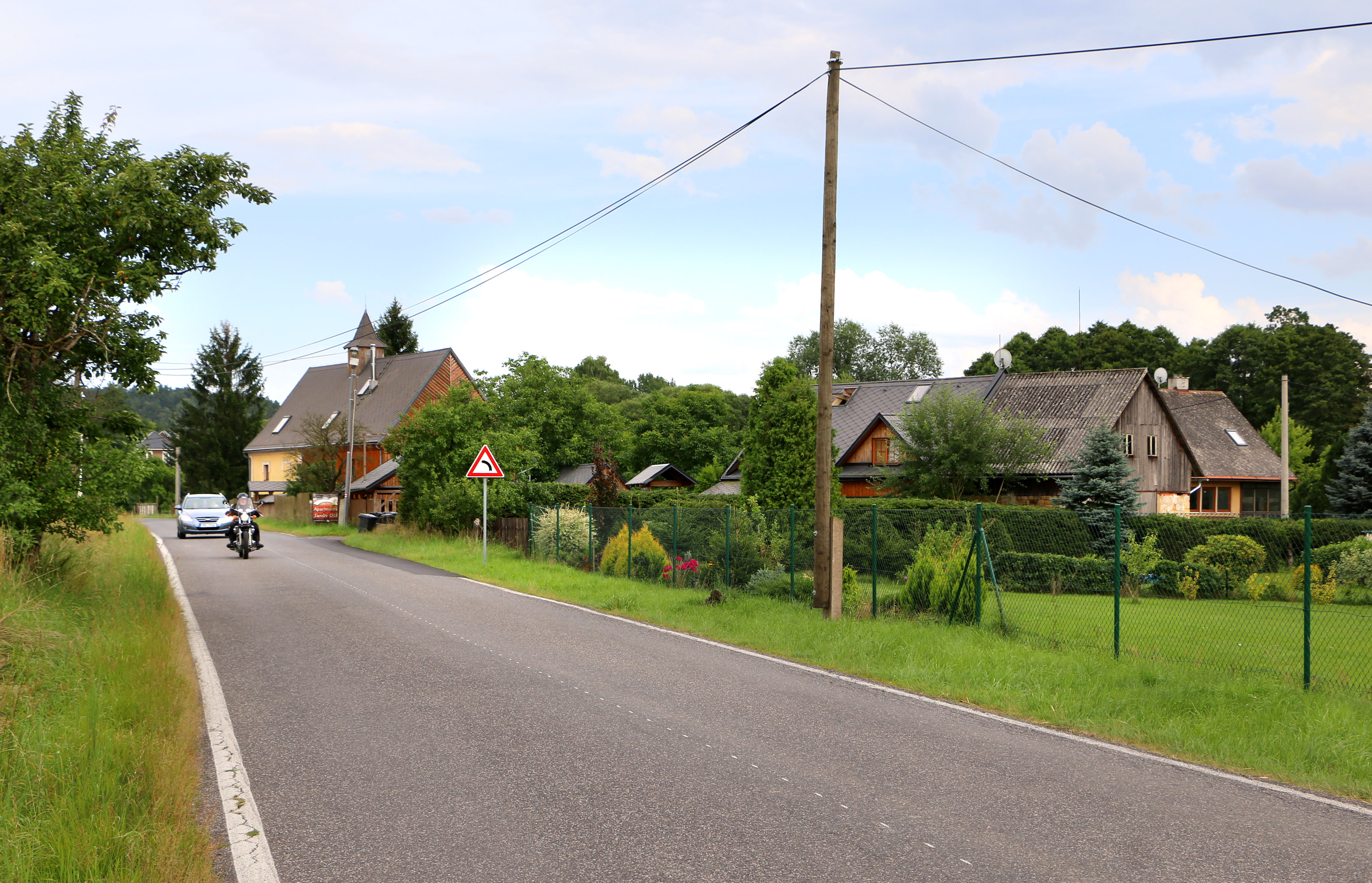
Janův Důl : quartier ouest.

## Transports
Par la route, Janův Důl se trouve à 2 km de Osečná, à 19 km de Liberec et à 103 km de Prague.